# Gustav Zander

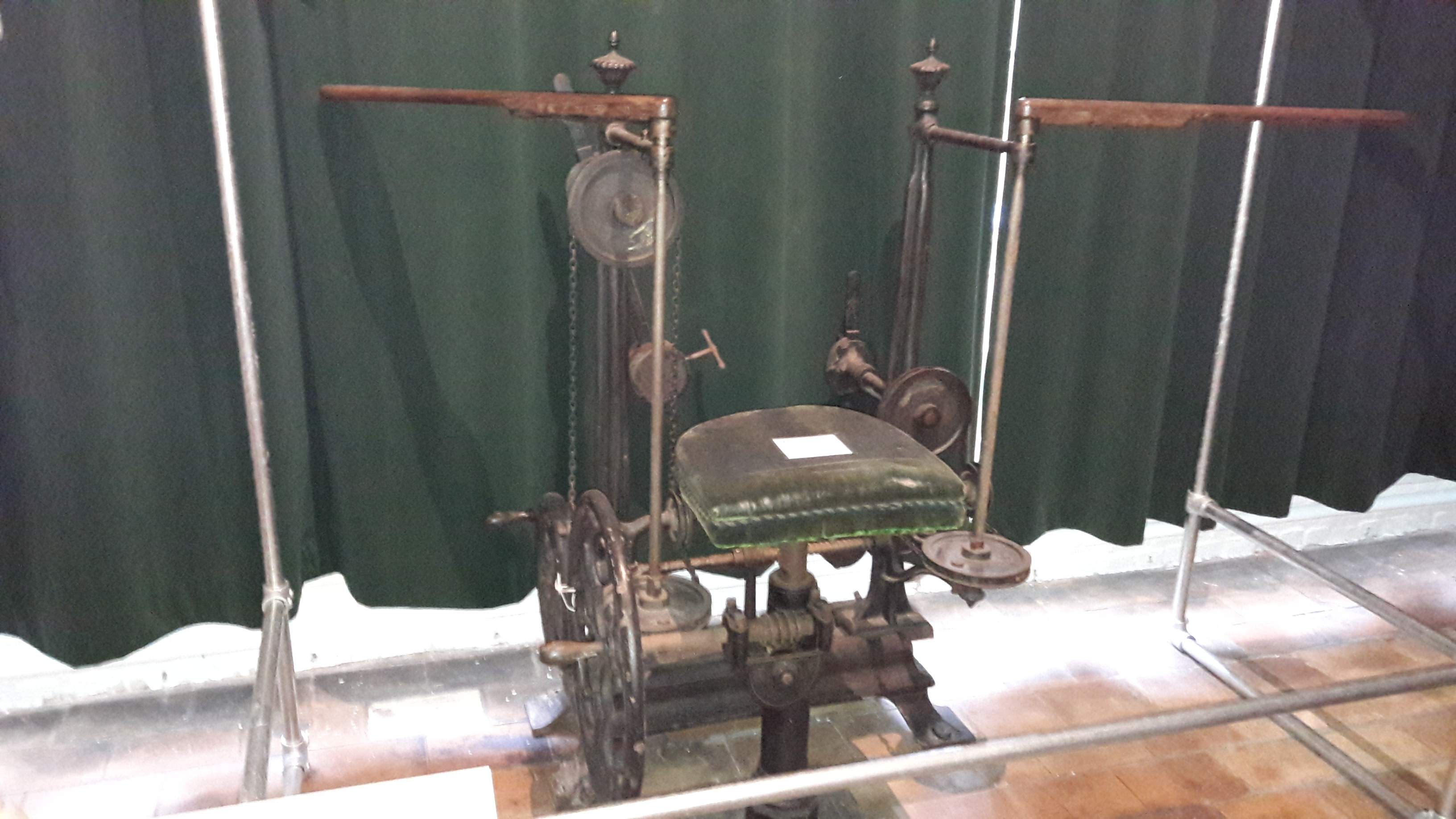
Zandertoestel (Gustav Zander) voor het trainen van de armspieren, ca. 1890. Collectie Industriemuseum.

Jonas Gustaf Vilhelm Zander, ook Gustav Zander (* 29 maart 1835 in Stockholm; † 17 juni 1920 ibid.) was een Zweedse arts en fysiotherapeut. Als begeleider van de gymnastiekoefeningen in de meisjeskostschool van zijn zusters, Zanderska flickpensionen in Bårarp, Halmstad, begon hij in 1857 enkele toestellen te bouwen waarvan het gebruik hem ervan overtuigde dat zijn ontwerpen praktisch haalbaar waren. Daaruit ontwikkelde hij een wetenschappelijk onderbouwd systeem van turntoestellen en medico-mechanische therapie. Zander staat model voor de huidige trainingstherapieën met toestellen, en is daarmee een van de grondleggers van de moderne fitness, en de sportgeneeskunde in het algemeen.